# Old Moshi Mashariki
Old Moshi Mashariki ist ein Verwaltungsbezirk (Ward) des Distrikts Moshi in der tansanischen Region Kilimandscharo.

## Geografie
Old Moshi Mashariki liegt im Nordosten von Tansania, wie der Name sagt, östlich von Moshi (Mashariki = Ost). Der Bezirk liegt nördlich der Nationalstraße T2 auf rund 900 Meter über dem Meer und steigt nach Nordosten auf bis zu 2200 Meter an. Er grenzt im Norden an Aleni und Mengeni des Distrikts Rombo, im Osten an Kirua Vunjo Magharibi und Kimochi, im Süden an Kiboriloni des Distrikts Moshi (MC) und im Westen an Old Moshi Magharibi und Mbokomu.
Bei der Volkszählung 2022 lebten 10.502 Menschen in 2865 Haushalten auf einer Fläche von 15,7 Quadratkilometern.

## Gliederung
Der Bezirk besteht aus vier Gemeinden (Mtaa) mit 19 Orten (Kitongoji):
| Tsuduni - Kichunguni - Kyohuo - Ngasinyi | Kikarara - Maembeni - Modoni - Kitahiye - Mumini - Makomba | Mahoma - Ngalachu - Kiserecha - Menyeri - Makitiha | Kidia - Maliseni - Mshiuni - Kirama - Makyareni - Kimarini - Kisangada - Kifumvu |

## Wirtschaft und Infrastruktur
- Bildung: Im Bezirk gibt es zwei weiterführende Schulen. Die Meli Secondary School ist staatlich, die Kidia Secondary School wird von der lutherischen Kirche geleitet. Beide bilden Mädchen und Burschen bis zur 4. Stufe aus.[8][9][10]
- Gesundheit: Das private Gesundheitszentrum in der Gemeinde Kidia behandelt Patienten nur ambulant.[11] Außerdem gibt es noch drei staatliche Apotheken im Bezirk, je eine in den Gemeinden Kikarara,[12] Mahoma[13] und Kidia.[14]